# Prowincja Ratchaburi
Ratchaburi (taj. ราชบุรี) – jedna z centralnych prowincji (changwat) Tajlandii. Sąsiaduje z prowincjami Kanchanaburi, Nakhon Pathom, Samut Sakhon, Samut Songkhram, Phetchaburi i z Mjanmą.